# República Lígur
La República Lígur va ser proclamada sota la influència francesa el 14 de juny de 1797 i va persistir fins a juny de 1805, que fou annexada al Primer Imperi Francès com a tres departaments, excepte un breu període des de maig al 24 de juny de 1800.
Va tornar a ser proclamada del 28 d'abril fins al desembre de 1814.

## Bandera
La República Lígur utilitzà la tradicional bandera genovesa, blanca amb la creu de Sant Jordi en roig. No es menciona a la constitució del 2 de desembre de 1798, però si a la constitució de 1802 on a més es qualifica com "antiga bandera". Torna a aparèixer a la legislació de 28 de juliol de 1814.